# Virus (1980)
Virus (ook wel bekend als Fukkatsu no hi) is een Japanse rampenfilm uit 1980 met een sterrencast onder andere bestaande uit George Kennedy, Glenn Ford en Edward James Olmos. De film gaat over een zeer dodelijk virus dat zich wereldwijd heeft weten te verspreiden. De film bevindt zich in het publiek domein.

## Rolverdeling
| Acteur              | Personage       |
| ------------------- | --------------- |
| Masao Kusakari      | Shûzô Yoshizumi |
| Tsunehiko Watase    | Yasuo Tatsuno   |
| Sonny Chiba         | Yamauchi        |
| Kensaku Morita      | Ryûji Sanazawa  |
| Toshiyuki Nagashima | Akimasa Matsuo  |
| Glenn Ford          | Richardson      |
| George Kennedy      | Conway          |
| Robert Vaughn       | Barkley         |
| Chuck Connors       | McCloud         |
| Bo Svenson          | Carter          |
| Olivia Hussey       | Marit           |
| Henry Silva         | Garland         |
| Isao Natsuyagi      | Nakanishi       |
| Stephanie Faulkner  | Sarah Baker     |
| Stuart Gillard      | Edward Meyer    |
| Cec Linder          | Latour          |
| George Touliatos    | Rankin          |
| Chris Wiggins       | Borodinov       |
| Edward James Olmos  | Lopez           |
| Colin Fox           | Agent Z         |
| Ken Pogue           | Krause          |
| Alberta Watson      | Litha           |